# Sarah Paulson

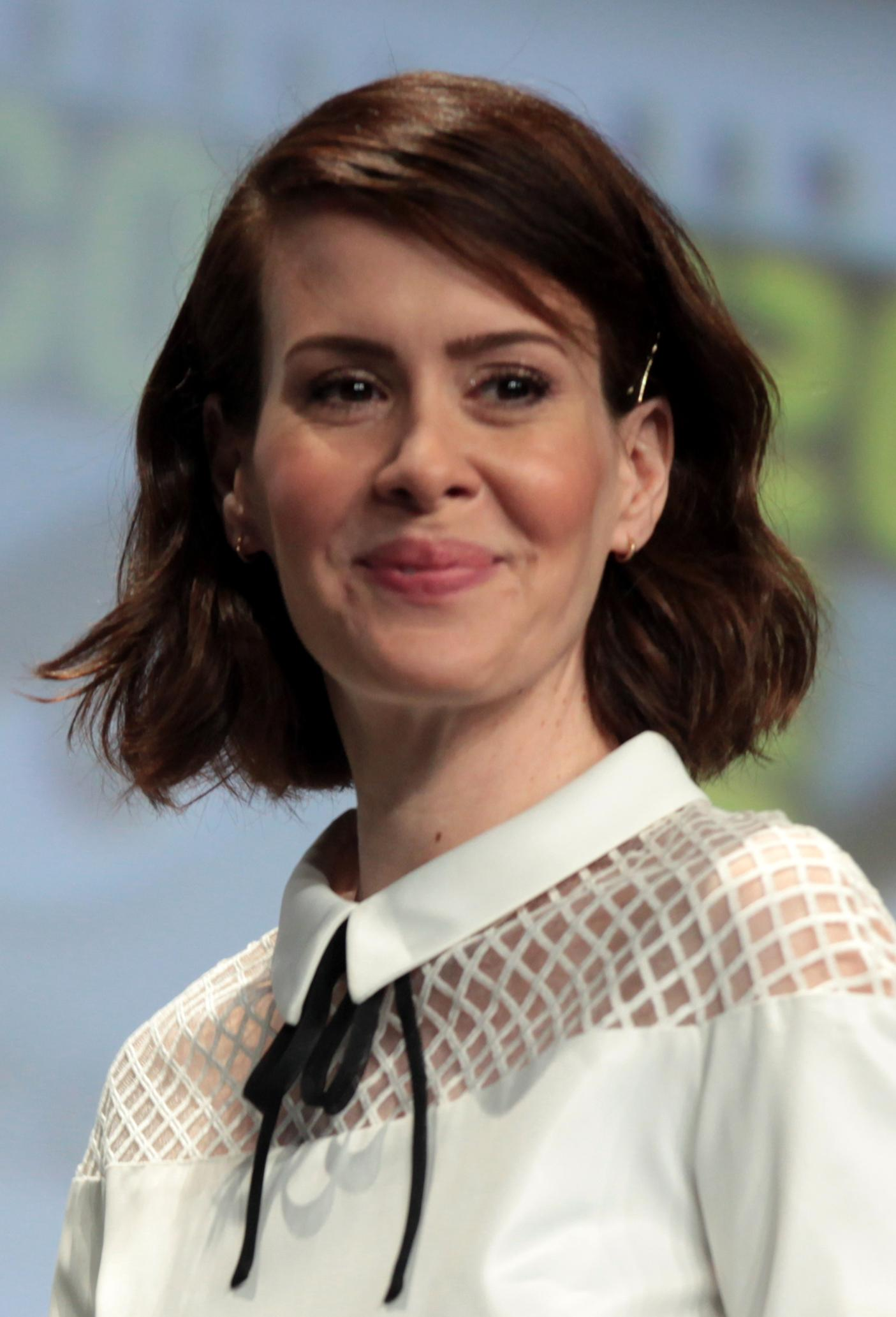
Paulson (2014)

Sarah Catharine Paulson (ur. 17 grudnia 1974) – amerykańska aktorka filmowa i telewizyjna. Laureatka Złotego Globu i Emmy za rolę w serialu American Crime Story.

## Filmografia

### Filmy
| Rok  | Tytuł                       | Rola                              | Dodatkowe informacje |
| ---- | --------------------------- | --------------------------------- | -------------------- |
| 1995 | Friends at Last             | Diana (lat 21)                    | film telewizyjny     |
| 1996 | Shaughnessy                 | –                                 | film telewizyjny     |
| 1997 | Levitation                  | Acey Rawlin                       |                      |
| 1998 | Daleka droga do domu        | Leanne Bossert                    | film telewizyjny     |
| 1999 | Gorsza siostra              | Heather Tate                      |                      |
| 1999 | Napad                       | Mary                              |                      |
| 2000 | Czego pragną kobiety        | Annie                             |                      |
| 2002 | Robak                       | Eilleen                           |                      |
| 2002 | Na ścieżce wojennej         | Luci Baines Johnson               | film telewizyjny     |
| 2003 | Do diabła z miłością        | Vikki Hiller                      |                      |
| 2005 | Swimmers                    | Merrill                           |                      |
| 2005 | Serenity                    | Dr Caron                          |                      |
| 2005 | Słynna Bettie Page          | Bunny Yeager                      |                      |
| 2006 | Poławiacze                  | Julie                             |                      |
| 2006 | Miłość bez końca            | Peri                              |                      |
| 2006 | Wyjdź za mnie w święta      | Emily                             | film telewizyjny     |
| 2008 | Spirit – duch miasta        | Ellen Dolan                       |                      |
| 2009 | Whose Dog is it Anyway?     | Emma                              | film krótkometrażowy |
| 2010 | November Christmas          | Beth Marks                        | film telewizyjny     |
| 2011 | Martha Marcy May Marlene    | Lucy                              |                      |
| 2011 | After-School Special        | kobieta                           | film krótkometrażowy |
| 2011 | Untitled Kari Lizer Project | Mary Leahy                        | film krótkometrażowy |
| 2011 | Sylwester w Nowym Jorku     | Grace Schwab                      |                      |
| 2012 | Zmiana w grze               | Nicolle Wallace                   | film telewizyjny     |
| 2012 | Uciekinier                  | Mary Lee                          |                      |
| 2012 | Fairhaven                   | Kate                              |                      |
| 2012 | The Time Being              | Sarah                             |                      |
| 2012 | Stars in Shorts             | kobieta                           |                      |
| 2013 | Zniewolony                  | Mary Epps                         |                      |
| 2014 | twitterkills                | Sarah Pendersen                   | film krótkometrażowy |
| 2015 | Carol                       | Abby Gerhard                      |                      |
| 2015 | Kongresmen                  | Kate Haber                        |                      |
| 2016 | Blue Jay                    | Amanda                            |                      |
| 2017 | Zbuntowany w zbożu          | Dorothy Olding                    |                      |
| 2017 | Czwarta władza              | Antoinette „Tony” Pinchot Bradlee |                      |
| 2018 | Ocean’s 8                   | Tammy                             |                      |
| 2018 | Nie otwieraj oczu           | Jessica Hayes                     |                      |
| 2019 | Glass                       | Ellie Staple                      |                      |
| 2019 | Szczygieł                   | Xandra                            |                      |
| 2019 | O Yeti!                     | doktor Zara                       | dubbing              |
| 2020 | Elity z wybrzeża            | Clarissa Montgomery               | film telewizyjny     |
| 2020 | Run                         | Diane Sherman                     |                      |

### Seriale
| Rok          | Tytuł                                      | Rola                                              | Odcinki                            | Dodatkowe informacje                                                                 |
| ------------ | ------------------------------------------ | ------------------------------------------------- | ---------------------------------- | ------------------------------------------------------------------------------------ |
| 1994         | Prawo i porządek                           | Maggie Conner                                     | „Family Values”                    |                                                                                      |
| 1995–1996    | Amerykański horror                         | Merlyn Temple                                     | 18 odcinków                        |                                                                                      |
| 1997         | Cracker                                    | Janice                                            | 2 odcinki                          |                                                                                      |
| 1998         | Real Life                                  | Lucy                                              |                                    | niesprzedany pilot serialu                                                           |
| 1999         | Rodzina Soprano                            | lekarz                                            | „The Sopranos”                     |                                                                                      |
| 1999–2001    | Jack i Jill                                | Elisa Cronkite                                    | 32 odcinki                         |                                                                                      |
| 2000         | Metropolis                                 | Audrey                                            |                                    | niesprzedany pilot serialu                                                           |
| 2001         | Dotyk anioła                               | Zoe                                               | „Manhunt”                          |                                                                                      |
| 2002         | Leap of Faith                              | Faith Wardwell                                    | 6 odcinków                         |                                                                                      |
| 2004         | The D.A.                                   | Lisa Patterson                                    | 2 odcinki                          |                                                                                      |
| 2004         | Bez skazy                                  | Agatha Ripp                                       | „Agatha Ripp”                      |                                                                                      |
| 2005         | Deadwood                                   | panna Isringhausen                                | 9 odcinków                         |                                                                                      |
| 2006–2007    | Studio 60                                  | Harriet Hayes                                     | 22 odcinki                         |                                                                                      |
| 2007, 2011   | Gotowe na wszystko                         | Lydia Lindquist                                   | 2 odcinki                          |                                                                                      |
| 2008         | Pretty/Handsome                            | Corky Fromme                                      |                                    | niesprzedany pilot serialu                                                           |
| 2009         | Cupid                                      | Claire McCrae                                     | 7 odcinków                         |                                                                                      |
| 2010         | Prawo i porządek: sekcja specjalna         | Anne Gillette                                     | „Cień”                             |                                                                                      |
| 2010         | Chirurdzy                                  | Ellis Grey (młoda)                                | „W pułapce czasu”                  |                                                                                      |
| 2011         | Untitled Kari Lizer Project                | Mary Leahy                                        |                                    | niesprzedany pilot serialu                                                           |
| 2011         | American Horror Story: Murder House        | Billie Dean Howard                                | 3 odcinki                          | pierwszy sezon American Horror Story                                                 |
| 2012         | Blue                                       | Lavinia                                           | 2 odcinki                          |                                                                                      |
| 2012–2013    | American Horror Story: Asylum              | Lana Winters                                      | 13 odcinków                        | drugi sezon American Horror Story                                                    |
| 2013–2014    | American Horror Story: Sabat               | Cordelia Foxx                                     | 13 odcinków                        | trzeci sezon American Horror Story                                                   |
| 2014–2015    | American Horror Story: Freak Show          | Bette TattlerDot Tattler                          | 12 odcinków                        | czwarty sezon American Horror Story                                                  |
| 2015–2016    | American Horror Story: Hotel               | Sally McKennaBillie Dean Howard                   | 9 odcinków                         | piąty sezon American Horror Story                                                    |
| 2016         | American Crime Story: Sprawa O.J. Simpsona | Marcia Clark                                      | 10 odcinków                        | pierwszy sezon American Crime Story                                                  |
| 2016         | American Horror Story: Roanoke             | Shelby Miller / Audrey TindallLana Winters        | 10 odcinków                        | szósty sezon American Horror Story                                                   |
| 2017         | Konflikt: Bette i Joan                     | Geraldine Page                                    | „Nagrodę otrzymuje… (Oskary 1963)” |                                                                                      |
| 2017         | American Horror Story: Kult                | Ally Mayfair-RichardsSusan Atkins                 | 11 odcinków                        | siódmy sezon American Horror Story                                                   |
| 2018         | American Horror Story: Apokalipsa          | Wilhemina VenableCordelia GoodeBillie Dean Howard | 10 odcinków                        | ósmy sezon American Horror Story; również reżyserka odcinka „Powrót do domu zbrodni” |
| 2019         | Głowa rodziny                              | ona sama                                          | „Prosto z kabiny”                  | dubbing                                                                              |
| 2020         | Mrs. America                               | Alice Macray                                      | 9 odcinków                         |                                                                                      |
| 2020–obecnie | Ratched                                    | Mildred Ratched                                   | 8 odcinków                         | również producentka wykonawcza                                                       |
| 2021         | American Horror Story: Podwójny seans      | KarenMamie Eisenhower                             | 8 odcinków                         | dziesiąty sezon American Horror Story; również producentka wykonawcza                |
| 2021         | American Crime Story: Impeachment          | Linda Tripp                                       | 9 odcinków                         | trzeci sezon American Crime Story; również producentka wykonawcza                    |

## Nagrody i nominacje
| Plebiscyt                         | Rok  | Kategoria                                                                     | Nominowana twórczość                       | Rezultat  |       |
| --------------------------------- | ---- | ----------------------------------------------------------------------------- | ------------------------------------------ | --------- | ----- |
| Nagrody Gildii Aktorów Ekranowych | 2014 | Najlepsza obsada filmu                                                        | Zniewolony                                 | Nominacja | [ 1 ] |
| Nagrody Gildii Aktorów Ekranowych | 2017 | Najlepsza aktorka w miniserialu lub serialu telewizyjnym                      | American Crime Story: Sprawa O.J. Simpsona | Wygrana   | [ 1 ] |
| Primetime Emmy                    | 2012 | Najlepsza aktorka drugoplanowana w miniserialu lub filmie telewizyjnym        | Zmiana w grze                              | Nominacja | [ 2 ] |
| Primetime Emmy                    | 2013 | Najlepsza aktorka drugoplanowana w miniserialu lub filmie telewizyjnym        | American Horror Story: Asylum              | Nominacja | [ 2 ] |
| Primetime Emmy                    | 2014 | Najlepsza aktorka pierwszoplanowa w miniserialu lub filmie telewizyjnym       | American Horror Story: Sabat               | Nominacja | [ 2 ] |
| Primetime Emmy                    | 2015 | Najlepsza aktorka drugoplanowana w miniserialu lub filmie telewizyjnym        | American Horror Story: Freak Show          | Nominacja | [ 2 ] |
| Primetime Emmy                    | 2016 | Najlepsza aktorka drugoplanowana w miniserialu lub filmie telewizyjnym        | American Horror Story: Hotel               | Nominacja | [ 2 ] |
| Primetime Emmy                    | 2016 | Najlepsza aktorka pierwszoplanowa w miniserialu lub filmie telewizyjnym       | American Crime Story: Sprawa O.J. Simpsona | Wygrana   | [ 2 ] |
| Primetime Emmy                    | 2017 | Najlepsza aktorka pierwszoplanowa w miniserialu lub filmie telewizyjnym       | American Horror Story: Kult                | Nominacja | [ 2 ] |
| Primetime Emmy                    | 2022 | Najlepsza aktorka pierwszoplanowa w miniserialu lub filmie telewizyjnym       | American Crime Story: Impeachment          | Nominacja | [ 2 ] |
| Złote Globy                       | 2007 | Najlepsza aktorka drugoplanowa w serialu, miniserialu lub filmie telewizyjnym | Studio 60                                  | Nominacja | [ 3 ] |
| Złote Globy                       | 2013 | Najlepsza aktorka drugoplanowa w serialu, miniserialu lub filmie telewizyjnym | Zmiana w grze                              | Nominacja | [ 3 ] |
| Złote Globy                       | 2017 | Najlepsza aktorka w miniserialu lub filmie telewizyjnym                       | American Crime Story: Sprawa O.J. Simpsona | Wygrana   | [ 3 ] |
| Złote Globy                       | 2021 | Najlepsza aktorka w serialu dramatycznym                                      | Ratched                                    | Nominacja | [ 3 ] |
| Złote Globy                       | 2021 | Najlepszy serial dramatyczny (jako producentka)                               | Ratched                                    | Nominacja | [ 3 ] |